# Еврейский коллаборационизм во Второй мировой войне
Еврейский коллаборационизм во Второй мировой войне — сотрудничество евреев с оккупационными властями нацистской Германии в период Второй мировой войны. В основном такое сотрудничество было связано с созданными нацистами временными органами еврейского «самоуправления» на территории оккупированных стран. Иногда еврейский коллаборационизм рассматривается в контексте присоединения Западной Украины и Белоруссии в 1939 году и стран Балтии в 1940.

## Особенности еврейского коллаборационизма
Еврейская коллаборация, в отличие от коллаборации неевреев, практически никогда не имела под собой идеологической основы. Кроме того, органы еврейского самоуправления, в отличие от других местных коллаборационистских органов, часто формировались в принудительном порядке.
Так, по версии Василия Гроссмана, в Минске немцы просто задержали на улице 10 первых попавшихся мужчин-евреев и объявили, что они являются еврейским советом, обязанным исполнять немецкие приказы. Как утверждал руководитель подполья минского гетто Гирш Смоляр, офицер просто спросил группу евреев «Кто знает немецкий?» Илья Мушкин сделал шаг вперёд и тут же был назначен руководителем гетто.
Но одной покорности, по мнению Ханны Арендт — основоположницы теории тоталитаризма, было бы недостаточно для возникновения еврейской коллаборации. Арендт, исследуя источники трагических событий в истории XX века, указывает на то, что без помощи самих евреев в административной и полицейской работе проведение столь масштабного геноцида — Холокост — было бы невозможно. Поэтому нацисты и создавали организационные структуры, включавшие признанных лидеров местных евреев, и наделяли их огромной властью — распределять материальные и нематериальные блага: «Для евреев роль еврейских лидеров в уничтожении их собственного народа, несомненно, стала самой мрачной страницей и в без того мрачной истории». В качестве примера Арендт отмечает, так называемое, дело Рудольфа Кастнера, организовавшего отправку в Швейцарию 1684 (по данным Арендт) «видных» венгерских евреев, за которых был выплачен выкуп, в обмен на «спокойствие и порядок» обречённых на уничтожение евреев в Венгрии.
Кандидат исторических наук Евгений Розенблат делит еврейских коллаборантов на две большие группы:
- Сторонники стратегии коллективного выживания.
- Лица, осуществлявшие стратегию индивидуального выживания.

Первая группа отождествляла себя со всеми остальными жителями гетто и старалась по возможности добиться системы, при которой целому ряду категорий еврейского населения предоставлялись дополнительные шансы на выживание — например, опека юденратов над многодетными семьями, малоимущими, стариками, одинокими людьми и инвалидами. Представители второй группы противопоставляли себя остальным евреям и использовали все средства для личного выживания, в том числе ведущие к ухудшению положения или гибели остальных.

## Юденраты
На территориях стран Оси и оккупированных нацистами по их инициативе в местах массового проживания евреев создавались юденраты (нем. Judenrat — «еврейские советы») административные органы самоуправления. Отдельный юденрат мог отвечать за определенное гетто, отдельную территорию, регион или даже за целую страну.
В полномочия юденрата входило обеспечение хозяйственной жизни и порядка в гетто, сбор денежных средств, отбор кандидатов для работы в трудовых лагерях, а также исполнение распоряжений оккупационной власти. Юденрату формально подчинялась еврейская полиция, которая выполняла следующие функции:
- Выполнение немецких приказов, полученных через юденрат или непосредственно от оккупационных властей;
- Выполнение распоряжений юденрата в связи с его мероприятиями: сбор контрибуций.
- Удовлетворение внутренних нужд еврейского общества: охрана улиц гетто, охрана входа и выхода из гетто.

Члены юденратов сотрудничали с немцами по разным мотивам. Некоторые считали, что таким образом они помогают сохраниться еврейской общине — особенно такие идеи были популярны до начала кампании массового уничтожения. Некоторые сотрудничали в надежде спасти себя и свои семьи или из-за власти или материальных благ. Члены юденратов часто тайно сотрудничали с антинацистским подпольем, например в рижском гетто, многие пытались теми или иными способами облегчить участь заключённых гетто. Судьба членов юденратов в итоге оказалась такой же как и у остальных евреев — большинство из них были убиты нацистами.
Американский исследователь Иехиэль Трунк привёл данные о судьбах 720 членов юденратов в Польше:
| Судьба                                 | Количество | Процент |
| -------------------------------------- | ---------- | ------- |
| Подали в отставку                      | 21         | 2,9     |
| Удалены или арестованы                 | 13         | 1,8     |
| Убиты до высылок на уничтожение        | 182        | 25,3    |
| Убиты при депортации или депортированы | 383        | 53,2    |
| Самоубийство                           | 9          | 1,2     |
| Естественная смерть                    | 26         | 3,6     |
| Выжили                                 | 86         | 12      |
| Итого                                  | 720        | 100     |

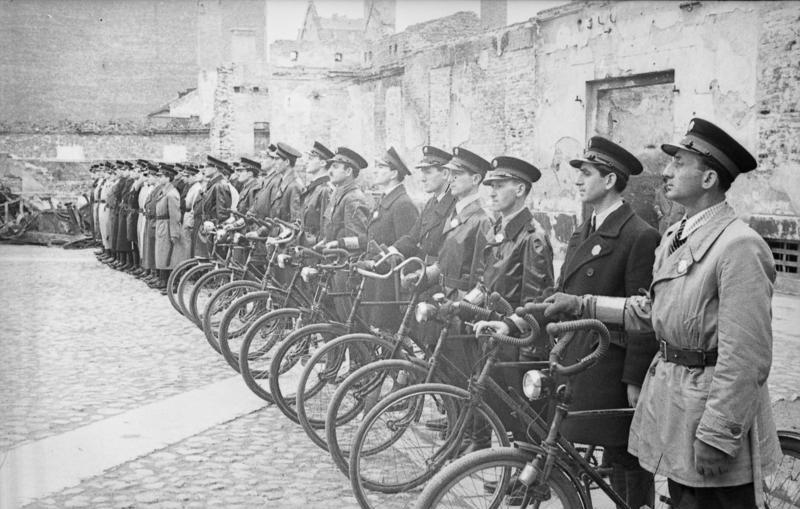
Еврейская полиция в Варшавском гетто

Члены юденратов по-разному относились к сопротивлению и акциям вооружённого подполья в гетто. В некоторых случаях они налаживали связь и сотрудничество с подпольем и партизанами, в других — стремились не допустить акций сопротивления, опасаясь, что немцы будут мстить всем жителям гетто.

## Известные коллаборационисты
Примером двойственности положения и трагической судьбы является история руководителя еврейской полиции, а затем и руководителя юденрата вильнюсского гетто Якоба Генса, который для спасения жителей гетто выдал нацистам руководителя подполья Ицхака Виттенберга, неоднократно отправляя на расстрел хронически больных и старых евреев вместо женщин и детей оправдывался тем, что так он пытается спасти «будущее еврейского народа». 14 сентября 1943 года Генс был казнён гестаповцами за сотрудничество с подпольем.
Одним из наиболее известных представителей еврейского коллаборационизма является руководитель юденрата варшавского гетто Адам Черняков. После того как он узнал, что депортации, списки на которые он подписывал, обозначают смерть тысяч евреев, он покончил с собой. Печальную известность приобрел Хаим Румковский — глава гетто Лодзи, активно сотрудничавший с немцами и произнесший речь перед узниками гетто с рефреном «Отдайте мне ваших детей!» пытаясь убедить узников, что ценой жизни детей можно будет спасти остальных.
Ряд коллаборационистов (например, Альфред Носсиг и Якуб Лейкин) были казнены еврейскими подпольщиками.
Курт Шлезингер и Хайнц Тодтманн руководили еврейской «службой безопасности» в транзитном лагере Вестерборк, регулярно издевались над новоприбывшими, отбирали у них ценные вещи и принуждали женщин к сексуальным «услугам». В конце войны оба эмигрировали в США и смогли избежать преследования (их вина стала достоянием общественности уже после их смерти).
В Израиле после войны состоялся ряд процессов по обвинению видных деятелей юденратов в коллаборационизме. Около 40 евреев были обвинены в пособничестве нацистам и приговорены к тюремному заключению. В частности, широкий резонанс вызвало дело Рудольфа Кастнера, лидера венгерской общины евреев. Хотя Кастнер был оправдан Верховным судом Израиля, через 3 года после его смерти на собственном процессе Адольф Эйхман свидетельствовал о содействии Кастнера нацистам: в обмен на переправку около тысячи евреев в Палестину тот соглашался содействовать «депортации» прочих евреев.
Известен также ряд примеров евреев-коллаборационистов (например, уроженец Львова Хаим Сыгал), которые, выдавая себя за неевреев, принимали непосредственное участие в преступлениях нацистов, включая массовые убийства.

## «Еврейская гвардия свободы»
Организация «Жагев» (пол. Żagiew; Факел), созданная нацистами из польских евреев, сотрудничала с гестапо, цель её состояла в том, чтобы выявлять поляков, которые укрывали евреев за пределами гетто. Многие из членов «Жагева» были связаны с «Группой 13» А. Ганцвайха. Тадеуш Беднарчик, боец польского сопротивления утверждает, что в организации состояло до 1000 агентов гестапо, евреев по происхождению. Некоторым из агентов даже разрешалось владеть огнестрельным оружием. Под одноименным названием издавалась газета (редактор — Шайн), содержавшая провокационные ультралевые лозунги.

## Контекст присоединения к СССР
Некоторые историки рассматривают активное участие местных евреев в советизации Литвы, Латвии и Эстонии после присоединения их к Советскому Союзу в 1940 году как коллаборационизм, поскольку точка зрения о том, что страны Балтии были оккупированы СССР, является доминирующей в западной историографии. Аналогичный образ в отношении евреев сложился и в польском общественном мнении после присоединения в сентябре 1939 года к СССР территорий Восточной Польши (Западной Белоруссии и Западной Украины).